# Birksø
Birksø är en sjö på Jylland i Danmark.   Den ligger strax väster om Ry i Skanderborgs kommun, Region Mittjylland, 180 km väster om Köpenhamn. Birksø ligger 21 meter över havet. Arean är 0,58 kvadratkilometer. Den sträcker sig 0,6 kilometer i nord-sydlig riktning, och 1,1 kilometer i öst-västlig riktning.
Danmarks längsta vattendrag, Gudenå, flyter genom Birksø. Sjöns största tillflöde, förutom Gudenå, är sjön Knudsø.